# Taulumäki
Taulumäki est un quartier de Jyväskylä en Finlande.

## Lieux et monuments

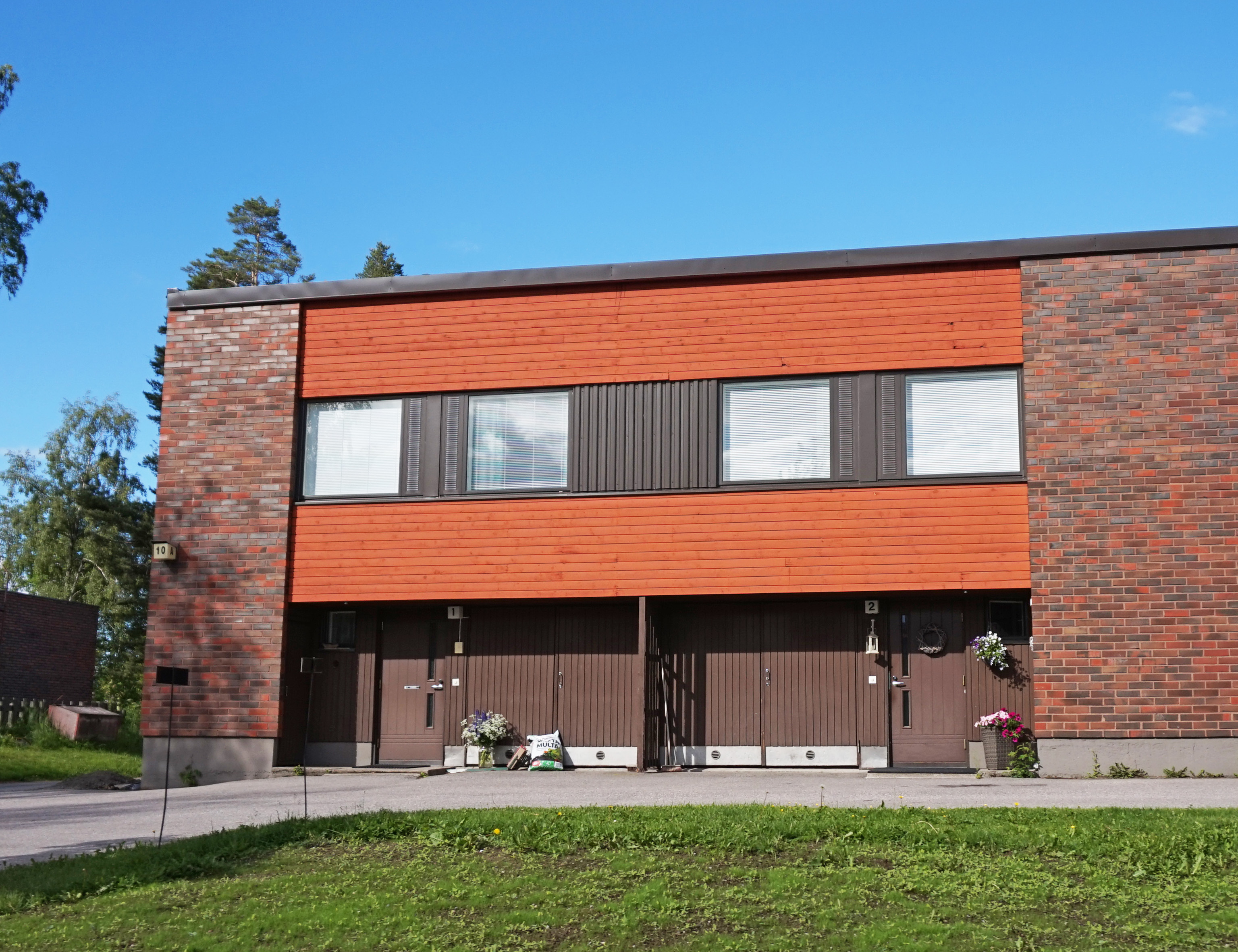
Habitations des années 1970, rue Saarijärventie.
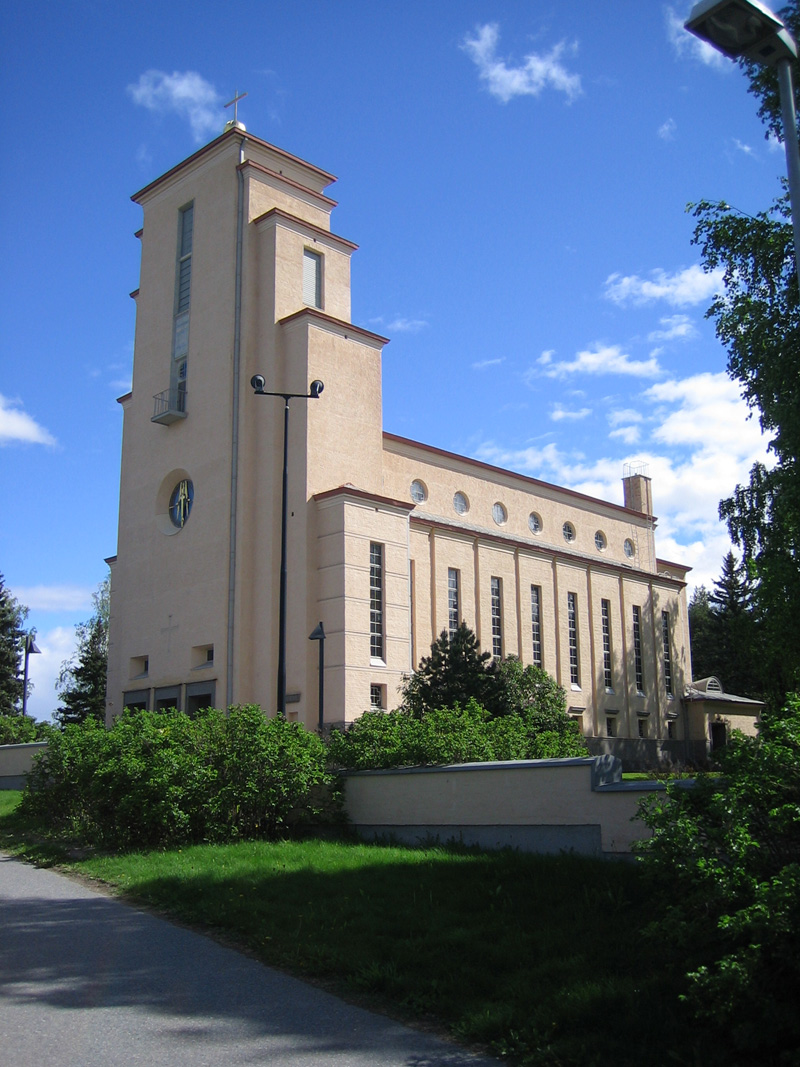
Église de Taulumäki.
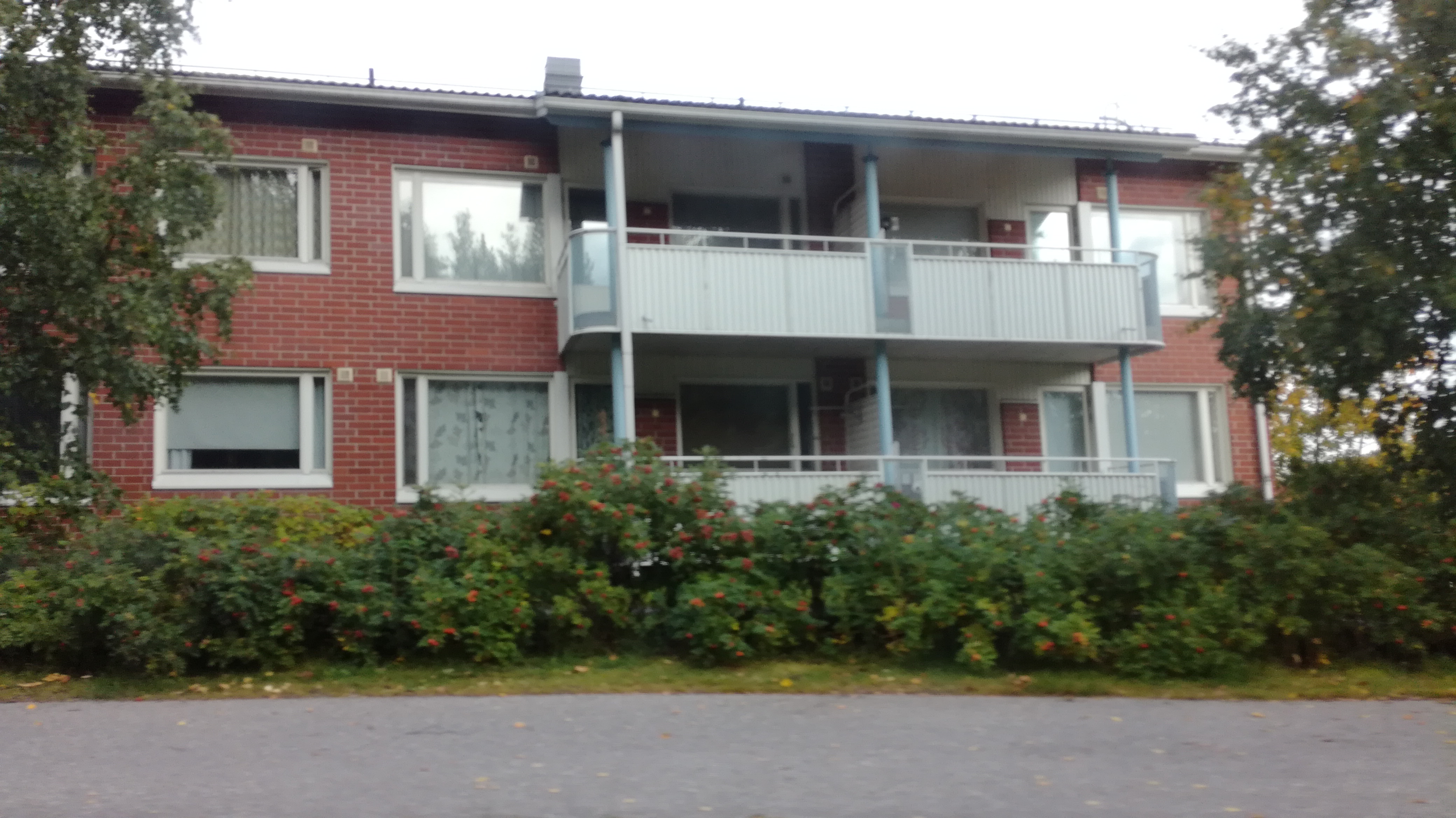
Immeuble résidentiel.